# خزیدن (انسان)

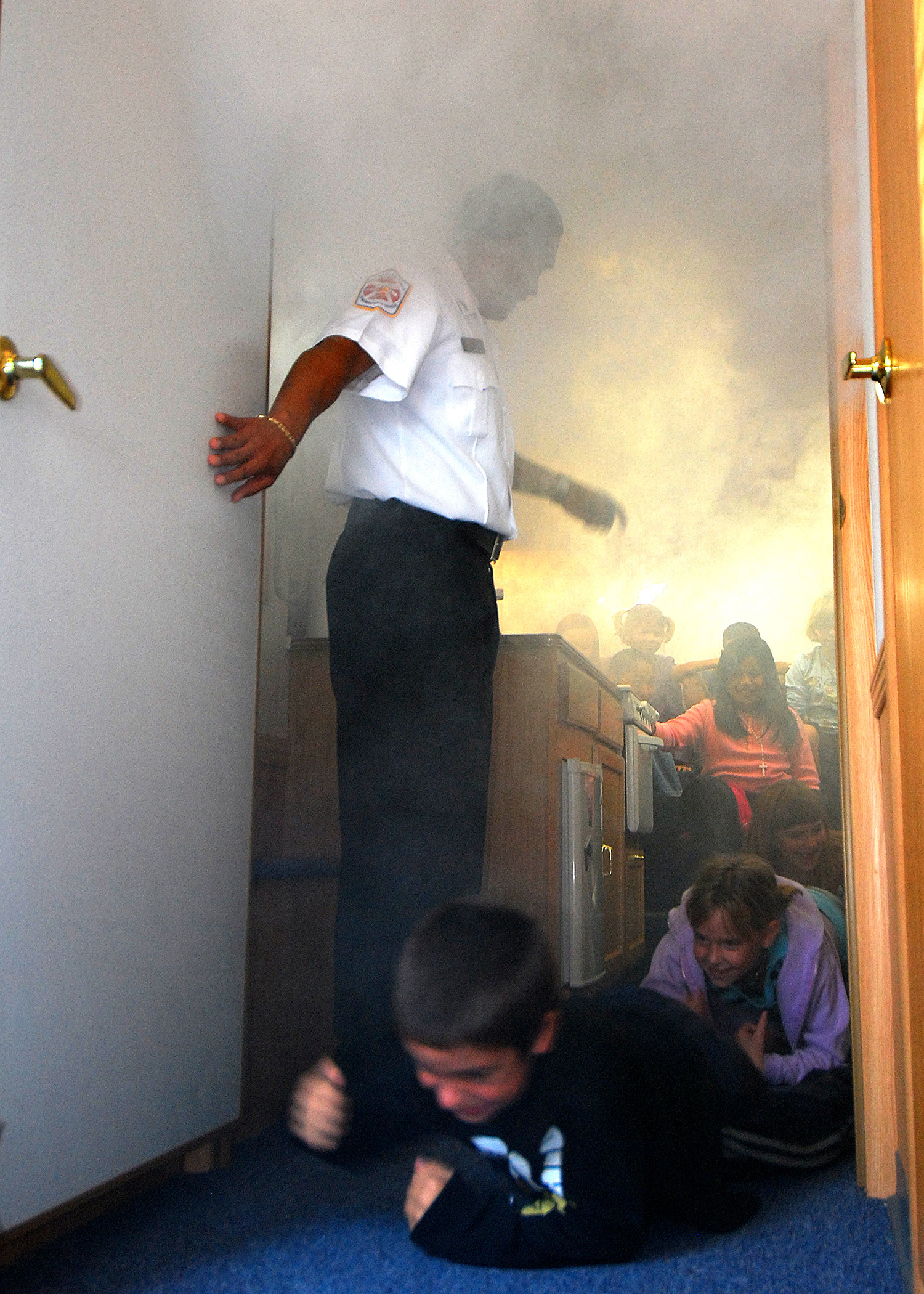
خزیدن کودکان بر روی زمین در حین تمرین آتش‌سوزی در ایتالیا.

خزیدن یا حرکت چهار دست‌وپا روشی برای حرکت انسان است که از هر چهار اندام استفاده می‌کند. این یکی از نخستین روشهای راه‌رفتن است که توسط نوزادان انسان آموخته شده است، و دارای ویژگی‌های مشابه حرکت چهار دست و پا در سایر نخستی‌ها و در چهارپایان غیرنخستی است.

## چه زمانی خزیدن به کار می‌رود
خزیدن عمدتاً زمانی استفاده می‌شود که:
- زمانی که فرد به دلیل نوزادی هنوز نمی‌تواند راه برود
- زمانی که شخصی به دلیل ناتوانی، زخم، مریض یا مستی نمی‌تواند راه برود
- در مکان‌های بسیار پست (غارها، زیر میز، در معدن و غیره). گاهی معدنچیان زیرزمینی در طول کار خود نیاز به خزیدن در مسافت‌های طولانی دارند
- هنگام جستجوی چیزی روی زمین
- پایین آمدن روی زمین در باغبانی، برای نگهداری یا سایر اهداف مربوط به کار که نیاز به دسترسی خوب به زمین دارد.
- برای پنهان‌کاری (استتار و سکوت)
- برای کاهش میدان دید
- به عنوان یک تمرین
- به عنوان نشانه تسلیم
- برای اهداف سرگرم‌کننده یا طنز
- در هنگام آتش‌سوزی، ممکن است از خزیدن استفاده شود زیرا هوای نزدیک به زمین راحت‌تر است

## انواع خزیدن

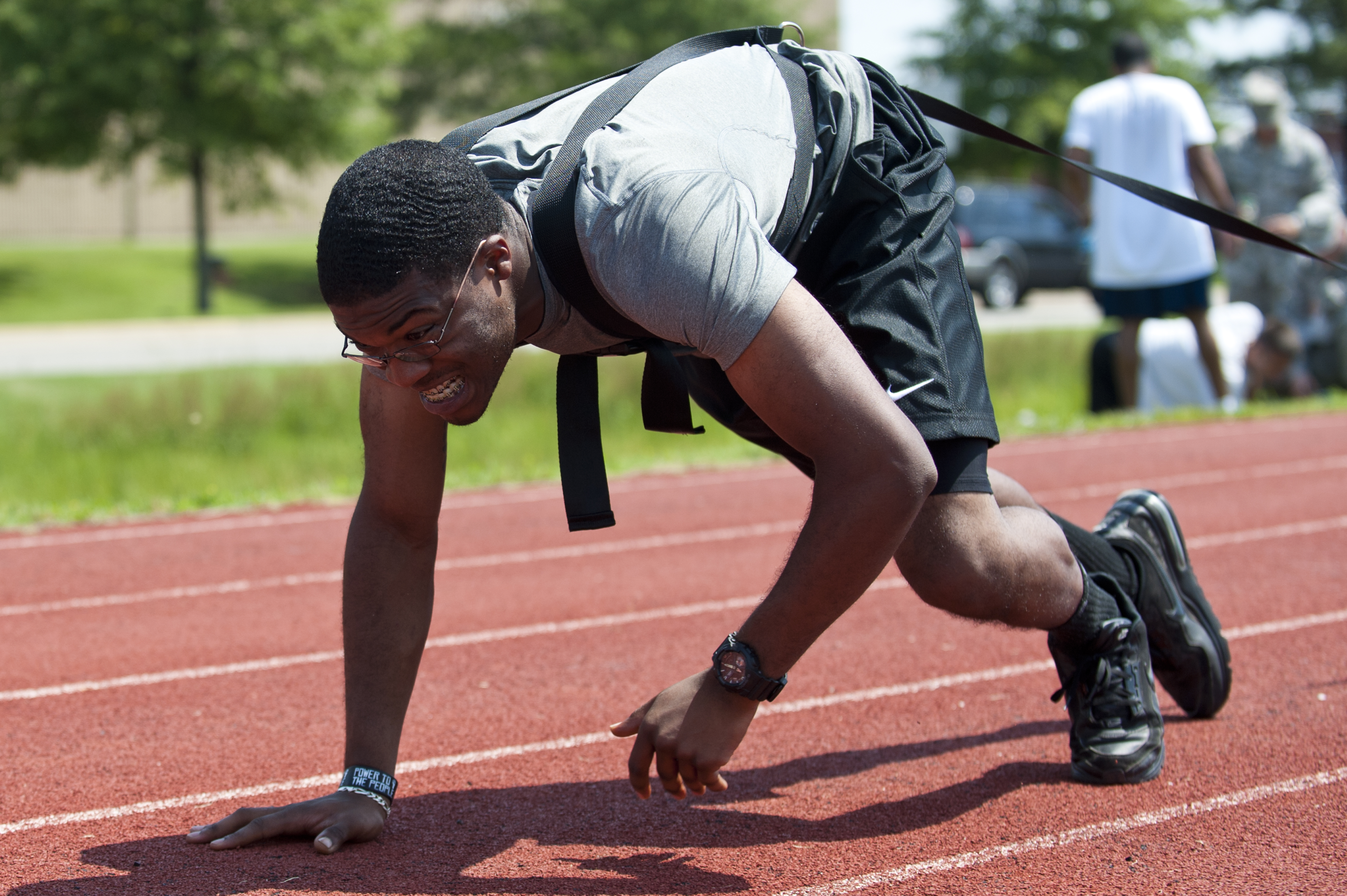
یک نیروی هوایی آمریکا خزیدن خرسی را انجام می‌دهد

- خزیدن استاندارد
- خزیدن خرسی
- پیاده‌رفتن پل‌مانند
- خزیدن خرچنگی
- خزیدن پلنگی
- خزیدن ببری